# Stimmate di san Francesco (Paolo Uccello)
Le Stimmate di san Francesco è un frammento di affresco di Paolo Uccello, databile al 1431-34 circa e conservato nella controfacciata della chiesa di Santa Trinita a Firenze.

## Storia e descrizione
Si tratta di un piccolo frammento con il Cristo crocifisso in forma di serafino, appartenente a un ciclo di Storie di san Francesco composto di almeno tre scene: il Sogno di Innocenzo III (quello col santo che regge la Chiesa), le Stimmate e l'Incontro con san Domenico. Il frammento superstite appartiene all'angolo superiore destro delle Stimmate, mentre il cartiglio è lagato alla scena soprastante, completamente perduta, in cui «Fra[ncesco re]gie la Hiesa» (da notare il toscanismo nella parola "chiesa").
Il ciclo venne descritto da Vasari, che lo riferì a una fase giovanile dell'artista, e fu distrutto nel Settecento, nel corso di una ristrutturazione dell'edificio, per poi venire riscoperto alla fine dell'Ottocento, quando venne rimessa in luce la controfacciata medievale. 
Pudelko confermò l'attribuzione del frammento a Paolo Uccello, in virtù della virtuosa resa anatomica del busto di Cristo crocifisso e degli effetti luministici sulle volute del capitello che era nella cornice della scena, che sottintendono una fonte luminosa (in particolare una finestra) a destra della scena. Secondo lo storico dell'arte, l'opera sopravvissuta sarebbe da mettere in relazione a un soggetto simile di Domenico Veneziano, fatto per l'oratorio di Santa Maria Vergine della Croce al Tempio dopo il 1440.